# چاه مسافر
چاه مسافر، روستایی در دهستان چاه مسافر بخش کوه یخاب شهرستان عشق‌آباد در استان خراسان جنوبی ایران است. این روستا، مرکز دهستان چاه مسافر است.
این روستا در فاصله ۷۰ کیلومتری از شهر عشق‌آباد قرار دارد.

## جمعیت
بر پایه سرشماری عمومی نفوس و مسکن در سال ۱۳۹۵، جمعیت این روستا برابر با ۱۲۲ نفر (۳۵ خانوار) بوده است.